# Kurt Herzog
Pour les articles homonymes, voir Herzog.
Kurt Herzog (27 mars 1889 à Quedlinbourg – 8 mai 1948 à Vorkouta) est un General der Artillerie allemand qui a servi dans la Heer au sein de la Wehrmacht pendant la Seconde Guerre mondiale.
Il a été récipiendaire de la croix de chevalier de la croix de fer avec feuilles de chêne. La croix de chevalier de la croix de fer et son grade supérieur, les feuilles de chêne, sont attribués pour récompenser un acte d'une extrême bravoure sur le champ de bataille ou un commandement militaire avec succès.

## Biographie
Herzog rejoint le 30 mars 1907 le 78e régiment d'artillerie de campagne de l'armée saxonne à Wurzen en tant que porte-drapeau. Pendant son commandement à l'école de guerre de Glogau du 1er octobre 1907 au 28 juin 1908, il est entre-temps nommé enseigne le 1er novembre 1907. Il est ensuite promu lieutenant le 14 août 1908, avec un brevet daté du 14 février 1907.
Kurt Herzog est capturé par les troupes soviétiques en mai 1945 et meurt en captivité le 8 mai 1948.

## Décorations
- Croix de fer (1914)
  - 2e classe (26 octobre 1914)
  - 1re classe (6 novembre 1916)
- Croix hanséatique de Hambourg
- Croix de chevalier de l'ordre militaire de Saint-Henri (17 mars 1916)
- Croix d'honneur en 1934
- Agrafe de la croix de fer (1939)
  - 2e classe (10 septembre 1939)
  - 1re classe (29 septembre 1939)
- Médaille du Front de l'Est
- Croix de chevalier de la croix de fer avec feuilles de chêne
  - Croix de chevalier le 18 octobre 1941 en tant que Generalleutnant et commandant de la 291. Infanterie-Division[1]
  - 694e feuilles de chêne le 12 janvier 1945 en tant que General der Artillerie et commandant du XXXVIII.Armeekorps[2]
- Bande de bras Kurland (Ärmelband Kurland)